# Lebo Mathosa
Lebo Mathosa (1977-23 de octubre de 2006) fue una cantante sudafricana de pop del género musical kwaito. Cantaba tanto en inglés como en las lenguas nacionales de Sudáfrica.
Mathosa comenzó su carrera con la popular banda sudafricana Boom Shaka en 1994, con la que consiguió discos de platino. A partir de 1999 continuó su carrera musical en solitario. Su álbum Dream (2000)) fue todo un acontecimiento en Sudáfrica, donde al año siguiente ganó el Premio al mejor álbum, al mejor sencillo por su tema Intro y a la mejor cantante. Nuevamente obtendría el Premio al mejor álbum por su segundo trabajo, Drama Queen.
En 2001 inició una gira por el Reino Unido, Malasia, Singapur, Botsuana, Suazilandia y Estados Unidos. En 2006 fue nominada para los Premios MOBO en Gran Bretaña.